# Hayato Suzuki
Hayato Suzuki (japanisch 鈴木 隼人 Suzuki Hayato; * 13. Mai 1982 in der Präfektur Shizuoka) ist ein ehemaliger japanischer Fußballspieler.

## Karriere
Suzuki erlernte das Fußballspielen in der Jugendmannschaft von Shimizu S-Pulse. Seinen ersten Vertrag unterschrieb er 2001 bei den Shimizu S-Pulse. Der Verein spielte in der höchsten Liga des Landes, der J1 League. Für den Verein absolvierte er fünf Erstligaspiele. 2005 wechselte er zum Zweitligisten Ventforet Kofu. Für den Verein absolvierte er sieben Ligaspiele. Ende 2005 beendete er seine Karriere als Fußballspieler.

## Erfolge
Shimizu S-Pulse
- Kaiserpokal

Sieger: 2001